# Margarita Luti
Margarita of Margherita Luti was een minnares en schildersmodel van de Italiaanse kunstschilder Rafaël. Over haar leven en relatie met de kunstenaar is weinig bekend. Wel is bekend dat Rafaël er meerdere maîtresses op nahield en dat hij hen weleens vereeuwigde in portretten. Van Margarita Luti zijn minstens twee portretten overgeleverd: La donna velata ('vrouw met sluier', 1514-1515) en La Fornarina ('bakkersdochter', 1518-1519).

## Galerij

La donna velata (1514-1515)
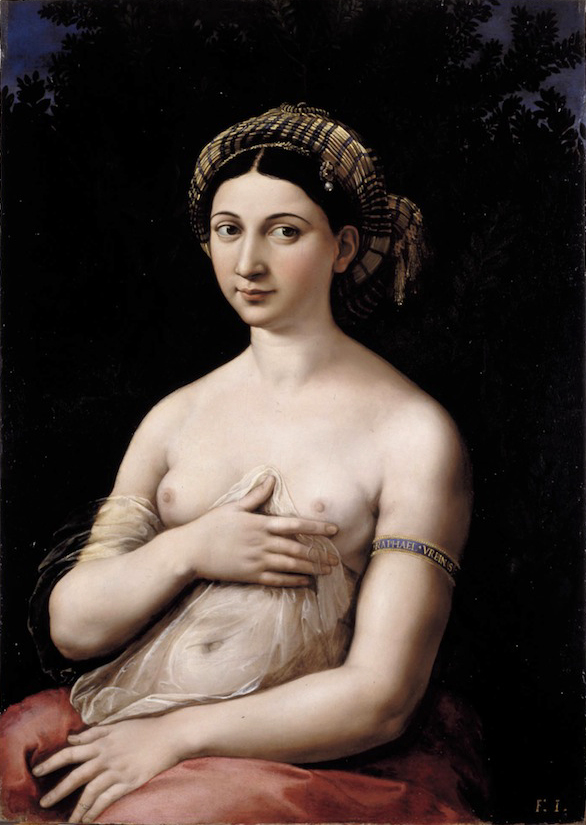
La Fornarina (1518-1519)

- Gemeinsame Normdatei: 142732516
- Virtual International Authority File: 160328287